# Trichostomum woodii
Trichostomum woodii là một loài Rêu trong họ Pottiaceae. Loài này được (Schimp.) Husn. miêu tả khoa học đầu tiên năm 1885.